# 太田恵介
太田 恵介（おおた けいすけ、1979年4月24日 - ）は、静岡県静岡市出身の元サッカー選手、サッカー指導者。ポジションはFW。福岡大学サッカー部でコーチを経て現在、佐賀県の龍谷高校サッカー部監督を務めている。

## 来歴
福岡大学在学中の2001年にユニバーシアード北京大会で日本代表に選出され、チームの優勝に貢献。2002年、その年J2に降格したばかりの福岡に入団した。2004年4月24日の大宮戦にて、古賀誠史からのフリーキックを得意の頭で合わせゴールを決めた際、ポストに腹部を強打し脾臓損傷という全治3ヶ月以上の大怪我を負うが同年8月1日の横浜FCより戦線復帰。2005年チームはJ1復帰を果たしたが、本人はJ1でプレーする事無く同年に戦力外通告を受ける。2006年1月、群馬に移籍するも、同年11月、契約満了に伴い退団。2007年3月トライアウトを経て、アメリカの二部リーグにあたるUSLのミネソタ・サンダーに入団。クラブ側より翌シーズンも再契約の意思を伝えられるが、本人は監督への不信感から退団を決意する。2008年からは当時Kyuリーグの長崎に籍を置き、3年ぶりに九州の地でプレーすることになった。
2008年末、チームは悲願のJFL昇格を果たすが、太田自身はシーズン終了後に退団しそのまま現役引退。プロサッカー選手としてのキャリアを終えた。2009年より母校である福岡大学サッカー部でコーチに就任し指導者の道を歩め、2013年から佐賀県の龍谷高校に教員として赴任し、同年に創部されたサッカー部監督に就任。2018年の第97回全国高等学校サッカー選手権大会佐賀県大会で初優勝に輝きチームを全国大会に導いた。2024年の全国高等学校総合体育大会サッカー競技大会佐賀大会で初優勝を決め、九州大会では惜しくも準優勝に終わった。

## エピソード
- 2002年から2006年までのJリーグ在籍期間、全選手の中で最も身長の高い選手であった。
- 同音の名前のJリーガーでジェフ千葉に太田圭輔選手がいる。
- 普段の優しい人柄と試合での熱いプレーぶりから、今でも一部の福岡及び草津サポーターからは高い人気がある。
- スケートボードが趣味。

## 所属クラブ
- 清水商業高校
- 福岡大学
- 2002年 - 2005年  アビスパ福岡
- 2006年  ザスパ草津
- 2007年  ミネソタ・サンダー
- 2008年  V・ファーレン長崎

## 個人成績
| 国内大会個人成績 | 国内大会個人成績 | 国内大会個人成績 | 国内大会個人成績 | 国内大会個人成績 | 国内大会個人成績 | 国内大会個人成績 | 国内大会個人成績 | 国内大会個人成績 | 国内大会個人成績 | 国内大会個人成績 | 国内大会個人成績 |
| 年度             | クラブ           | 背番号           | リーグ           | リーグ戦         | リーグ戦         | リーグ杯         | リーグ杯         | オープン杯       | オープン杯       | 期間通算         | 期間通算         |
| 年度             | クラブ           | 背番号           | リーグ           | 出場             | 得点             | 出場             | 得点             | 出場             | 得点             | 出場             | 得点             |
| 日本             | 日本             | 日本             | 日本             | リーグ戦         | リーグ戦         | リーグ杯         | リーグ杯         | 天皇杯           | 天皇杯           | 期間通算         | 期間通算         |
| ---------------- | ---------------- | ---------------- | ---------------- | ---------------- | ---------------- | ---------------- | ---------------- | ---------------- | ---------------- | ---------------- | ---------------- |
| 2002             | 福岡             | 24               | J2               | 4                | 1                | -                | -                | 0                | 0                | 4                | 1                |
| 2003             | 福岡             | 24               | J2               | 11               | 2                | -                | -                | 1                | 0                | 12               | 2                |
| 2004             | 福岡             | 24               | J2               | 24               | 5                | -                | -                | 2                | 2                | 26               | 7                |
| 2005             | 福岡             | 24               | J2               | 24               | 2                | -                | -                | 0                | 0                | 24               | 2                |
| 2006             | 草津             | 24               | J2               | 38               | 4                | -                | -                | 1                | 0                | 39               | 4                |
| アメリカ         | アメリカ         | アメリカ         | アメリカ         | リーグ戦         | リーグ戦         | リーグ杯         | リーグ杯         | USオープン杯     | USオープン杯     | 期間通算         | 期間通算         |
| 2007             | ミネソタ         | 24               | USL1部           | 19               | 2                |                  |                  |                  |                  | 19               | 2                |
| 日本             | 日本             | 日本             | 日本             | リーグ戦         | リーグ戦         | リーグ杯         | リーグ杯         | 天皇杯           | 天皇杯           | 期間通算         | 期間通算         |
| 2008             | 長崎             | 32               | 九州             | 1                | 0                | -                | -                |                  |                  |                  |                  |
| 通算             | 日本             | 日本             | J2               | 101              | 14               | -                | -                | 4                | 2                | 105              | 16               |
| 通算             | 日本             | 日本             | 九州             | 1                | 0                | -                | -                |                  |                  |                  |                  |
| 通算             | アメリカ         | アメリカ         | USL1部           | 19               | 2                |                  |                  |                  |                  | 19               | 2                |
| 総通算           | 総通算           | 総通算           | 総通算           | 120              | 16               |                  |                  | 4                | 2                | 124              | 18               |

その他の公式戦
- 1999年（福岡大学）
  - 天皇杯 1試合0得点
- 2004年
  - J1・J2入れ替え戦 2試合0得点
- Jリーグ初出場 - 2002年9月11日 J2 第30節 対水戸ホーリーホック戦（博多の森球技場）
  - 83分、アレンに代わり途中出場。
- Jリーグ初得点 - 2003年7月26日 J2 第24節 対アルビレックス新潟戦（新潟スタジアム）
  - 先発出場し、73分にゴールを決める。

## 代表歴
- ユニバーシアード（サッカー競技）日本代表